# Завади (Равський повіт)
Завади (пол. Zawady) — село в Польщі, у гміні Рава-Мазовецька Равського повіту Лодзинського воєводства.
Населення — 169 осіб (2011).
У 1975-1998 роках село належало до Скерневицького воєводства.

## Демографія
Демографічна структура станом на 31 березня 2011 року:
|          | Загалом | Допрацездатний вік | Працездатний вік | Постпрацездатний вік |
| -------- | ------- | ------------------ | ---------------- | -------------------- |
| Чоловіки | 85      | 18                 | 52               | 15                   |
| Жінки    | 84      | 17                 | 39               | 28                   |
| Разом    | 169     | 35                 | 91               | 43                   |